# Armando Varela
Armando Varela (sinh ngày 1 tháng 3 năm 1997) là một cầu thủ bóng đá người Đông Timor thi đấu ở vị trí tiền vệ cho Kablaky FC và Đội tuyển bóng đá quốc gia Đông Timor.

## Sự nghiệp quốc tế
Armando có màn ra mắt quốc tế trong thất bại 8-0 trước Đội tuyển bóng đá quốc gia Các Tiểu vương quốc Ả Rập Thống nhất ở Vòng loại giải vô địch bóng đá thế giới 2018 vào ngày 12 tháng 11 năm 2015.